# Pupuke Robati
Sir Pupuke Robati KBE (* 9. April 1925 in Rakahanga, Cookinseln; † 26. April 2009 in Auckland, Neuseeland) war ein Politiker der Cookinseln.

## Biografie
Robati begann seine politische Laufbahn 1965 mit der erstmaligen Wahl zum Mitglied der Legislativversammlung (Legislative Assembly), in der er nach seinen Wiederwahlen ab 1972 die Interessen der Democratic Party im Wahlkreis Penrhyn des Atolls Rakahanga vertrat. Während der von der Democratic Party unter Tom Davis gestellten Regierungen von Juli 1978 bis April 1983 war er stellvertretender Premierminister (Deputy Prime Minister) und von November 1983 bis Juli 1987 Minister.
Am 29. Juli 1987 wurde er als Nachfolger von Davis schließlich selbst Premierminister der Cookinseln und hatte dieses Amt bis zu seiner Ablösung durch Geoffrey Henry am 1. Februar 1989 inne.
2001 wurde er für seine Verdienste von Königin Elisabeth II. zum Knight Commander des Order of the British Empire ernannt.
Zuletzt war Robati vom 24. Juli 2001 bis 2004 Parlamentspräsident (Speaker of Parliament). Bei den Wahlen im September 2004 unterlag er dem unabhängigen Kandidaten Piho Rua.